# Шевченко Антон Юхимович
Анто́н Юхи́мович Шевче́нко (17 січня 1902, с. Липівка — 29 листопада 1983[джерело?]) — український економіст. Доктор економічних наук. Професор.

## Біографія
1927 року став членом ВКП(б).
1932 року закінчив історико-економічний факультет Київського педагогічного інституту професійної освіти.
1936 року після закінчення аспірантури в Інституті економіки захистив кандидатську дисертацію «Про резерви продуктивності праці в промисловості».
У 1936—1941 роках обіймав посаду заступника директора Інституту економіки АН УРСР.
Учасник Великої Вітчизняної війни, брав участь у бойових діях.
1948 року призначено на посаду завідувача кафедри політичної економії Київського університету, через півроку став деканом економічного факультету. У 1955–1956 роках працював доцентом на кафедрі політичної економії.
Потім працював у Вищій партійній школі при ЦК КПУ.

## Наукова діяльність
Досліджував питання продуктивності праці в кам'яновугільній промисловості Донбасу.
Науковий доробок Шевченка включає близько 30 робіт і статей, основними з яких є:
- «Народне господарство України» (1947) — співавтор,
- «Производительность труда в угольной промышленности» (1948),
- «Социалистический Донбасс» (1948).

Редагував видання «Очерки экономики народного хазяйства Украины» та ін.
Шевченко займав посаду голови бюро економічної секції Республіканської спілки із розповсюдження наукових і політичних знань, був членом вченої ради Інституту економіки АН УРСР.

## Нагороди
Нагороджено орденом Червоного Прапора, двома орденами Трудового Червоного Прапора, орденом Вітчизняної війни другого ступеня, орденом Червоної Зірки та медалями.